# Armée de terre saoudienne
L'Armée de terre saoudienne est le pilier des forces armées saoudiennes. Sa mission fondamentale est de défendre les frontières de l'Arabie saoudite.

## Mise en place des forces terrestres
Le premier roi Abdul Aziz avait une attention spéciale envers son armée depuis le début. Après l'unification du royaume, il a commencé à organiser les organes administratifs et exécutifs de l’État. Ensuite, le gouvernement a organisé une équipe de combattants. Il a formé le noyau de l'armée saoudienne en 1925.

## Guerres impliquant Arabie Saoudite
Insurrection houthiste au Yémen : Le 4 novembre 2009, les rebelles yéménites ont pris le contrôle d'une section montagneuse dans la région frontalière de Jabal al-Dukhane et abattent un officier de sécurité saoudien dans une attaque. En réponse à ces actes, l'Arabie saoudite lance des frappes aériennes à partir du 5 novembre 2009 sur les rebelles dans le Nord du Yémen et déplace ses troupes près de la frontière. Le Maroc, Jordanie et le Pakistan ont envoyé des forces spéciales. En 2015, devant l'avancée des Houtistes et d'une partie de l'armée yéménite en rébellion, l'Arabie saoudite monte une coalition de pays arabes et africains et déploie ses forces terrestres et aériennes pour les contrer. Fin 2015, les Houtistes parviennent toujours à pénétrer en territoire saoudien et à s'emparer de points de contrôles et de villages.

## Structure
La force de combat de l'armée saoudienne se compose de [Quand ?] :
- trois brigades blindées
- cinq brigades d'infanterie mécanisée
- trois brigades légères motorisés
- une brigade aéroportée.

Il dispose également de :
- cinq bataillons d'artillerie indépendants.

Malgré l'ajout d'un nombre d'unités et un accroissement de la mobilité réalisés au cours des années 1970 et 1980, l'armée a été chroniquement en sous-effectif pour certaines unités entre 30 % et 50 %. Ces pénuries ont été aggravées par une politique libertaire qui a permis l'absentéisme et par un grave problème de maintien des techniciens expérimentés et sous-officiers. Le maintien d'une garde nationale séparée disposant d'importants moyens a limité le bassin de recrues potentielles de l'armée.
L'aviation des forces terrestres royales saoudiennes assure son aéromobilité et un appui aérien rapproché avec sa centaine d'hélicoptères d'attaques et de transport.

### Blindé
- 4e Brigade blindée (King Fah'd)
- 8e Brigade blindée
- 12e Brigade blindée

### Mécanisé
- 6e brigade mécanisée
- 8e brigade mécanisée
- 10e brigade mécanisée
- 11e brigade mécanisée
- 20e brigade mécanisée

Les cinq brigades mécanisées se composent d'un bataillon de chars, trois bataillons d'infanterie mécanisée, un bataillon d'artillerie, et un bataillon de soutien.

### Infanterie
- 17e brigade légère d'infanterie motorisée
- 18e brigade légère d'infanterie motorisée
- 19e brigade légère d'infanterie motorisée

Chaque brigade d'infanterie se compose de trois bataillons motorisés, un bataillon d'artillerie et un bataillon de soutien.

### Aéroporté
La brigade de parachutistes, normalement déployée près de Tabuk, comporte deux bataillons (4e et 5e Bataillons de Parachutistes) et trois compagnies de forces spéciales. 
L'Arabie Saoudite accroît ses forces spéciales et améliore leur équipement et leur formation pour aider à faire face à la menace du terrorisme. Les forces spéciales ont été transformées en unités de combat indépendantes pour aider à traiter avec les terroristes.

### Bataillons d'artillerie
·      - Cinq bataillons d'artillerie

## Officier

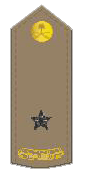
sous-lieutenant (arabe : ملازم)
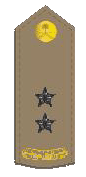
lieutenant (arabe : ملازم أول)
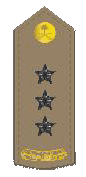
capitaine (arabe : نقيب)
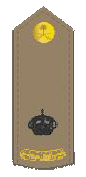
commandant (arabe : رائد)
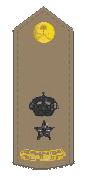
lieutenant-colonel (arabe : مقدم)
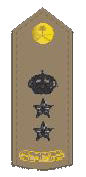
colonel (arabe : عقيد)
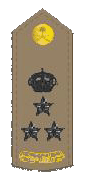
général de brigade (arabe : عميد)
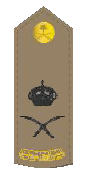
général de division (arabe : لواء)
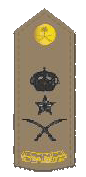
général de corps d'armée (arabe : فريق)
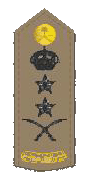
général d'armée (arabe : فريق أول)

## Sous-officier

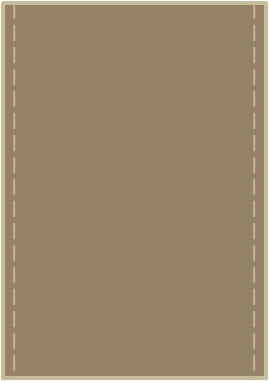
soldat (arabe : جندي)
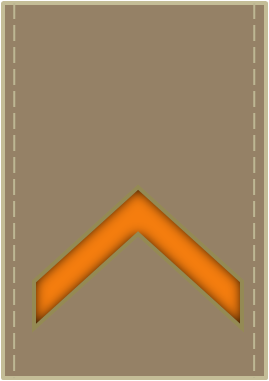
soldat de 1re classe (arabe : جندي أول)
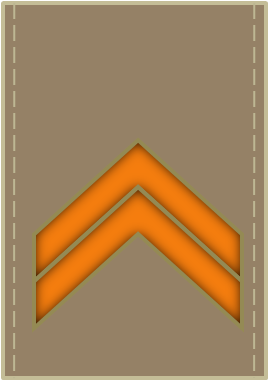
Caporal (arabe : عريف)
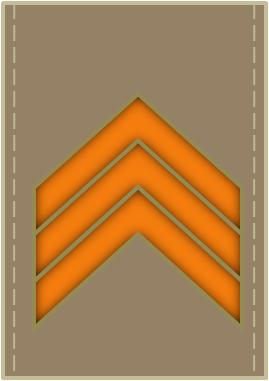
sergent (arabe : وكيل رقيب)
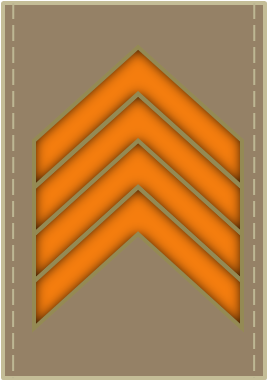
sergent-chef (arabe : رقيب)
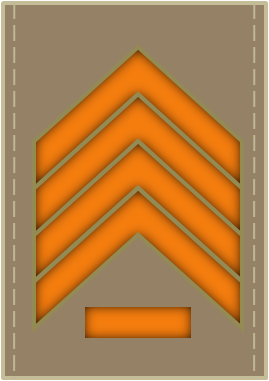
adjudant (arabe : رقيب أول)
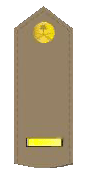
adjudant-chef (arabe : رئيس رقباء)

## Équipement
[Quand ?]
Le tableau ci-dessous liste l'ensemble du matériel des forces terrestres saoudiennes (Armée de terre, garde nationale et garde frontière).

### Armement Individuel
| Modèle             | Type                 | Quantite | Origine                    | Calibre                                                         |
| ------------------ | -------------------- | -------- | -------------------------- | --------------------------------------------------------------- |
| Browning Hi-Power  | Arme de poing        |          | Belgique                   | 9 × 19 mm Parabellum                                            |
| Glock 17           | Arme de poing        |          | Autriche                   | 9 × 19 mm Parabellum                                            |
| FN P90             | pistolet-mitrailleur |          | Belgique                   | 5,7 × 28 mm                                                     |
| H&K MP5            | pistolet-mitrailleur |          | Allemagne/ Arabie saoudite | 9 mm Parabellum                                                 |
| Heckler & Koch G36 | Fusil d'assaut       |          | Allemagne/ Arabie saoudite | 5,56 × 45 mm OTAN                                               |
| Heckler & Koch G3  | Fusil d'assaut       |          | Allemagne/ Arabie saoudite | 7,62 × 51 mm OTAN                                               |
| M4 carbine         | Carabine             |          | États-Unis                 | 5,56 × 45 mm Otan,6,8 mm Remington SPC,7,62 × 45 mm Otan, 50 AE |
| Steyr AUG          | Fusil d'assaut       |          | Autriche                   | 5,56 mm OTAN.                                                   |
| AK-103             | Fusil d'assaut       |          | Russie                     |                                                                 |
| AUG A1 HBAR        | Fusil d'assaut       |          | Autriche                   |                                                                 |
| FN MAG             | Mitrailleuse         |          | Belgique                   | 7,62 × 51 mm Otan                                               |
| M2 Browning        | Mitrailleuse         |          | États-Unis                 | 12,7 × 99 mm OTAN                                               |

### Artillerie individuelle
| Modèle           | Type             | nombre | Origine     | Notes |
| ---------------- | ---------------- | ------ | ----------- | ----- |
| M203             | Lance -grenades  |        | États-Unis  |       |
| FGM-148 Javelin  | missile antichar |        | États-Unis  |       |
| Swingfire        | missile antichar |        | Royaume-Uni |       |
| Vickers Vigilant | missile antichar | 500    | Royaume-Uni |       |
| M47 Dragon       | missile antichar | 4,692  | États-Unis  |       |

### Véhicule

#### Logistique
| Modèle              | Type                          | Quantite | Origine    | Notes |
| ------------------- | ----------------------------- | -------- | ---------- | ----- |
| HMMWV               | Véhicule blindé tactique      | 15,000   | États-Unis |       |
| Cobra II            | Véhicule blindé de patrouille | N/C      | Turquie    |       |
| URO VAMTAC          | Véhicule blindé tactique      | 30       | Espagne    |       |
| CUCV II             | Véhicule blindé tactique      |          | États-Unis |       |
| Oshkosh M-ATV       | Véhicule blindé tactique      | 1000     | États-Unis |       |
| Arquus Sherpa Light | Véhicule blindé tactique      | 100      | France     |       |
| Arquus Bastion      | Véhicule blindé tactique      | 71       | France     |       |

#### Combat
| Modèle                                  | Type                                           | Actif en 2023  | recu           | Origine                | Notes                                                                            |
| Char de combat                          | Char de combat                                 | Char de combat | Char de combat | Char de combat         | Char de combat                                                                   |
| --------------------------------------- | ---------------------------------------------- | -------------- | -------------- | ---------------------- | -------------------------------------------------------------------------------- |
| M1A2 Abrams                             | Chars de combat                                | ~500           | ~500           | États-Unis             | Version M1A2/A2S                                                                 |
| M60A1/A3 Patton                         | Chars de combat                                | ~370           | ~435           | États-Unis             |                                                                                  |
| AMX-30                                  | Chars de combat                                | ~              | ~460           | France                 | peut être stocké ou sortie du service                                            |
| Véhicule de combat d'infanterie         |                                                |                |                |                        |                                                                                  |
| Al-Fahd (en)                            | Véhicules de combat d'infanterie 8x8           | ~40            | 100            | Arabie saoudite        | En réserve                                                                       |
| LAV/Piranha II                          | Véhicules de combat d'infanterie 8x8           | 1117           | 1117           | Suisse                 |                                                                                  |
| AMX-10 P                                | Véhicules de combat d'infanterie               | 380            | 558            | France                 |                                                                                  |
| VAB Mk3                                 | Véhicules de combat d'infanterie               | 100            |                | France                 |                                                                                  |
| M2A2 Bradley                            | Véhicules de combat d'infanterie 8x8           | 380            | 400            | États-Unis             |                                                                                  |
| Panhard AML-60/90                       | Automitrailleuse                               | 300            | 300            | Arabie saoudite France |                                                                                  |
| LAV-III                                 |                                                | 700            | 700            | Canada                 |                                                                                  |
| Véhicule blindé de transport de troupes |                                                |                |                |                        |                                                                                  |
| Nexter Aravis                           | Véhicule de transport de troupes               | 73             | 73             | France                 | négociations pour une commande ultérieure variant « entre 100 et 200 véhicules » |
| M113                                    | Véhicule de transport de troupes               | 1 190          | 1 190          | États-Unis             | Toutes variantes.                                                                |
| TPz Fuchs                               | Véhicules blindés transport de troupe 6x6 NRBC | 36             | 36             | Allemagne de l'Ouest   |                                                                                  |
| EE-11 Urutu                             | Transport de troupes                           | 20             | 20             | Brésil                 |                                                                                  |
| Al-Masmak                               | Véhicule de transport de troupes               |                |                | Arabie saoudite        |                                                                                  |
| Panhard M3                              | Transport de troupes                           | 150            | 300            | France                 |                                                                                  |
| V-150                                   | Véhicule blindé amphibie 4x4                   | 579            | 579            | États-Unis             |                                                                                  |
| Al-Shibl2                               | Véhicules blindés transport de troupe 4x4      |                |                | Arabie saoudite        |                                                                                  |
| Véhicule de reconnaissance              |                                                |                |                |                        |                                                                                  |
| Al-Naif                                 | Blindée anti-émeute                            |                |                | Arabie saoudite        |                                                                                  |
| Al Kaser                                |                                                | 50             | 50             | Arabie saoudite        |                                                                                  |
| Al-Shibl1                               | Véhicules blindés reconnaissance               |                |                | Arabie saoudite        |                                                                                  |
| Didgori-1 (en)                          | Véhicules blindés reconnaissance               | 100            |                | Géorgie                |                                                                                  |
| MCPV                                    | Multi-Purpose Combat Vehicle                   |                |                | France                 |                                                                                  |

### Artillerie
| Modèle                             | Type | Quantite | Origine          | Notes                                                   |
| ---------------------------------- | ---- | -------- | ---------------- | ------------------------------------------------------- |
| M224 Mortar (en)                   |      |          | États-Unis       |                                                         |
| Brandt 60mm LR gun-mortar (en)     |      |          | France           |                                                         |
| MO-120-RT-61 120mm                 |      | 200      | France           |                                                         |
| 2R2M                               |      | 28       | France           | Embarqués sur les M113 de la garde nationale saoudienne |
| M30 107 mm Mortar (en)             |      | N/A      | États-Unis       |                                                         |
| PLZ-45 (en)                        |      | 54       | Chine            |                                                         |
| M109A2                             |      | 280      | États-Unis       |                                                         |
| CAESAR 155 mm                      |      | 100      | France           |                                                         |
| M-101A1 105 mm                     |      | 100      | États-Unis       |                                                         |
| AMX-GCT                            |      | 90       | France           |                                                         |
| M198 howitzer                      |      | 120      | États-Unis       |                                                         |
| FH-70                              |      | 72       | Union européenne |                                                         |
| M102 howitzer                      |      | 140      | États-Unis       |                                                         |
| Astros II MLRS                     |      | 72       | Brésil           |                                                         |
| M270 Multiple Launch Rocket System |      | 50       | États-Unis       |                                                         |

#### Missile
| Modèle | Type                                      | Quantité | reçu | Origine | Notes                                   |
| ------ | ----------------------------------------- | -------- | ---- | ------- | --------------------------------------- |
| DF-3   | Missile balistique à portée intermédiaire | 60       | 60   | Chine   | Acheté en 1987; portée jusqu'à 3 300 km |
| DF-21  | missile balistique                        |          |      | Chine   | inconnu                                 |

### Soutien opérationnel
| Modèle                      | Type                             | Quantité | Origine         | Notes                                                |
| --------------------------- | -------------------------------- | -------- | --------------- | ---------------------------------------------------- |
| Bell 406CS Combat Scout     | Hélicoptère reconnaissance       | 13       | États-Unis      | hélicoptère travaillant aux côtés de l' AH-64 Apache |
| AH-64D Apache               | Hélicoptère d'attaque tout temps | 82       | États-Unis      |                                                      |
| Sikorsky S-70A1L Black Hawk | Hélicoptère de transport moyen   | 8        | États-Unis      |                                                      |
| Sikorsky UH-60L Black Hawk  | Hélicoptère utilitaire           | 37       | États-Unis      |                                                      |
| Aeryon Scout (en)           | Drone reconnaissance             | 4        | Canada          |                                                      |
| Saqr (en)                   | Drone tactique                   | 28       | Arabie saoudite |                                                      |